# ヴォルフスシャンツェ

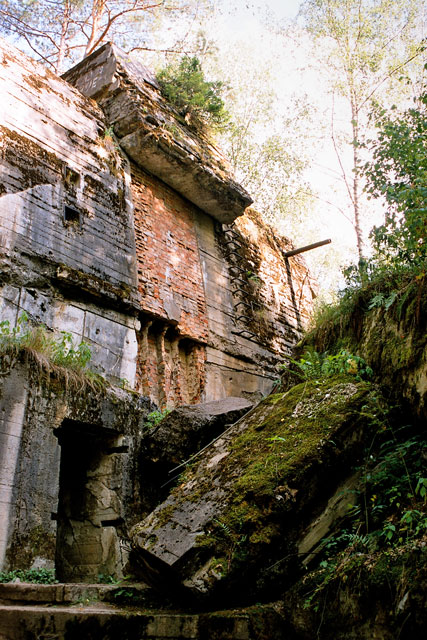
ヴォルフスシャンツェの掩蔽壕（ブンカー）の廃墟の一つ

ヴォルフスシャンツェ (Wolfsschanze) とは、第二次世界大戦で東部戦線のドイツ国防軍の作戦行動を指導するため、アドルフ・ヒトラーが設けた要塞化された指揮所Ǎである。また、第二次世界大戦中に各地に設けられた総統大本営の一つである。名称はドイツ語で「狼の砦」を意味するが、日本では英語の "The Wolf's Lair" の重訳である狼の巣という名称もよく知られている。

## 概要
建設された場所は、東プロイセン州のラステンブルク（現：ポーランド領ケントシン）の東約8 kmの森林の中である。ラステンブルク周辺は東プロイセン時代から屈指の景勝地で、現在はポーランド・マズーリ湖沼地帯として知られる。
この施設には居住棟、厚生棟（食堂・娯楽室・映画館など）、管理棟がおよそ40棟、コンクリート製の大型掩蔽壕（ブンカー）が7棟、小型のものが40棟があった。ブンカーのコンクリートの厚さは6 mから8 mに達していた。この他、鉄道引込線と滑走路が2ヵ所があった。
周囲は50 mから150 mの幅の地雷原に囲まれ、有刺鉄線は10 kmに達し、面積は周囲の森林地帯を含め8平方kmに及んだ。警備する将兵は1944年時点で約2,000名に達した。

## 沿革

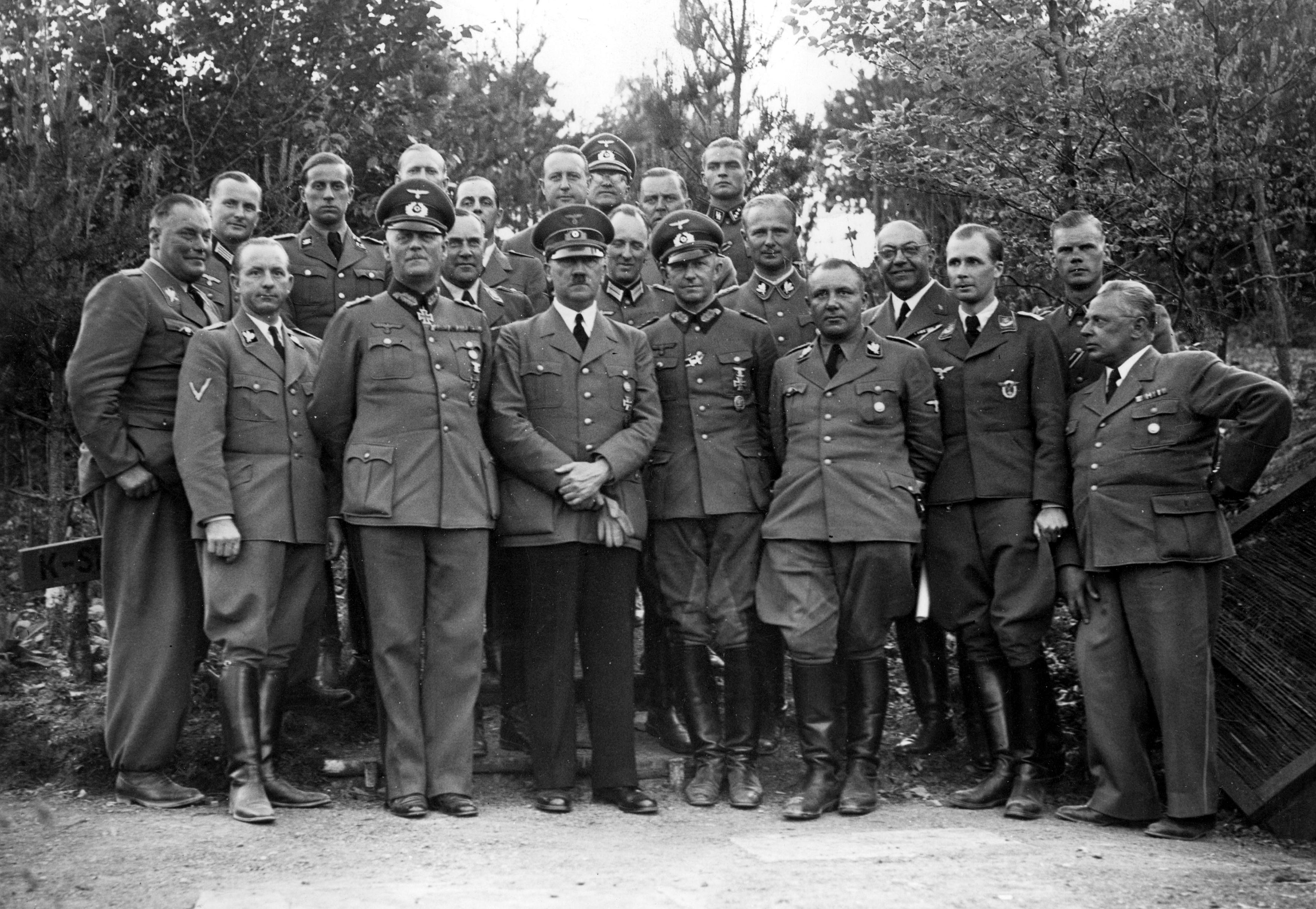
1940年6月、建造中のヴォルフスシャンツェで撮影されたヒトラーとその幕僚。

建設はアウトバーンの建設者フリッツ・トート博士の率いるトート機関が担当した。ソ連侵攻開始の2日後の1941年6月24日にヒトラーは首都ベルリンよりこの地へ移ったが、工事は一部進行中であった。ヒトラーが1944年11月20日にこの地を去るまでの間、総統大本営の機能はこの地に置かれた。ヒトラーはオーバーザルツベルクのベルクホーフに滞在する以外のほとんどをこの地で過ごした。
ヴォルフスシャンツェはヒトラー暗殺未遂事件の舞台としても有名である。国内予備軍参謀長クラウス・フォン・シュタウフェンベルク大佐は、ヒトラーの臨席する戦況会議室に時限爆弾を仕掛けた（ヴァルキューレ作戦）。現在、事件現場となった会議室跡には記念碑がある。
ベルリン陥落のおよそ3ヵ月前の1945年1月27日、ソ連軍が東プロイセンに侵入した時、ヴォルフスシャンツェのすべての施設は12トンの爆薬を使ってドイツ軍によって爆破された。

## 現在
第二次大戦後、ポーランド領となったヴォルフスシャンツェ周辺は未処理の地雷が多数残され、一般人立ち入りは長く禁止されていた。ポーランド政府による地雷処理は1955年に終了した。
現在、ヴォルフスシャンツェ跡はケントシン市最大の観光名所となり、訪問者は見学料を支払った後、案内人（ポーランド語、ドイツ語、英語）に従い一巡する仕組みとなっている。入口にはホテルがあり、宿泊も可能。最大の見所はヒトラー暗殺未遂事件現場となった会議室跡、ヒトラー防空壕跡、ゲーリング防空壕跡である。暗殺未遂事件当日、シュタウフェンベルク大佐が国内予備軍司令部のあったベルリン・ベンドラー街と当地の往復に使用した飛行場もそのまま現存している。
ヴォルフスシャンツェ跡は2008年公開のアメリカ映画『ワルキューレ』で認知度を上げた。地元では整備のための投資を募っている。

## 「ヴォルフ氏」
アドルフ・ヒトラーの「アドルフ」は古高ドイツ語の "adal（高貴な）" と "wolf（狼）" に語源があるという。ヒトラーは1920年代よりお忍びで動く場合に偽名として "Wolf（狼）" を使用し、親しい仲間に "Herr Wolf"（Herrはドイツ語で男性への敬称であり、英語のMr.に当たる）と呼ばせていた。彼は大戦中、ヴォルフスシャンツェ以外にもヨーロッパ各地に総統大本営を建設したが、その名称のいくつかは下記のように Wolf（ヴォルフ）を含んでいる。
- Felsennest（フェルゼンネスト） - 岩山にある鳥や小動物の巣
- Wolfsschlucht（ヴォルフスシュルフト） - 狼の棲む峡谷
- Adlerhorst（アドラーホルスト） - 高木にある鷹の巣
- Werwolf（ヴェアヴォルフ） - 人狼

## マップ
- 1．ヒトラーのボディーガードのオフィス兼住宅
- 2．総統護衛部隊（FBK）と国家保安本部の指揮所
- 3．非常用発電機
- 4．掩蔽壕
- 5．政府報道局長ディートリヒのオフィス
- 6．会議棟（1944年7月20日のヒトラー暗殺が実行・失敗した場所）
- 7．国家保安本部の指揮所
- 8．来客用の掩蔽壕および防空壕
- 9．国家保安本部の指揮所
- 10．ボウラーの事務局
- 11．警備所、RSDヒトラー警護部門指揮官ラッテンフーバーおよび刑事部長ヘーグルのオフィス、郵便交換所
- 12. 無線・電信所
- 13. ガレージ
- 14. 列車の留置線
- 15. 映写室
- 16. 発電・ボイラー棟
- 17. ヒトラーの侍医モレル、陸軍連絡将校ボーデンシャッツ、外務省官邸駐在官へーヴェル、海軍連絡将校フォス、親衛隊幕僚ヴォルフ、親衛隊連絡将校フェーゲラインらの区画
- 18. 倉庫
- 19. 官房長ボルマンの住居
- 20. ボルマンおよび彼のスタッフ専用の防空壕
- 21. アドルフ・ヒトラーの宿舎と地下壕
- 22. ヒトラーの副官、国防軍副官および国防軍人事局のオフィス
- 23. 第二食堂
- 24. 国防軍最高司令部作戦部長ヨードルの執務棟
- 25. 防火用水
- 26. 外務省のオフィス
- 27. トート（トート死後は軍需大臣シュペーア）の執務棟
- 28. ヒトラー護衛隊員の宿泊所
- 29. 屋上に対空砲・対空機関銃を備えた共用防空壕
- 30. 第一食堂
- 31. 新喫茶室
- 32. 国防軍最高司令部総長カイテル元帥の住居
- 33. 旧喫茶室
- 34.ヘルマン・ゲーリング国家元帥の住居
- 35. ゲーリングおよび彼のスタッフ専用の防空壕、屋上には対空砲・対空機関銃・照空灯を設置
- 36. 空軍最高司令部の代表部
- 37. 海軍最高司令部の代表部
- 38. 対空砲を備えたヒトラーの掩蔽壕
- 39. 墓地
- 40. 鉄道線

（一部は見取り図と一致しない。黄土色はコンクリート・石造りの混合建築、青色はコンクリート建築、赤色は石造り建築、茶色は道路を示す。）